# Giacomo Bignotti
Giacomo Bignotti (Romanore, 9 ottobre 1791 – 7 marzo 1857) è stato un vescovo cattolico italiano.

## Biografia
Nacque il 9 ottobre 1791 a Romanore.
Il 21 dicembre 1814 fu ordinato presbitero per la diocesi di Mantova.
Arciprete della cattedrale di Mantova, il 27 settembre 1852 fu nominato vescovo di Adria da papa Pio IX. Ricevette la consacrazione episcopale il 22 maggio 1853 dal vescovo di Mantova Giovanni Corti, co-consacranti il vescovo di Cremona Antonio Novasconi ed il vescovo di Carpi Gaetano Maria Cattani. Prese possesso della diocesi il 3 luglio seguente.
Morì il 7 marzo 1857 all'età di 65 anni.

## Genealogia episcopale
La genealogia episcopale è:
- Cardinale Scipione Rebiba
- Cardinale Giulio Antonio Santori
- Cardinale Girolamo Bernerio, O.P.
- Arcivescovo Galeazzo Sanvitale
- Cardinale Ludovico Ludovisi
- Cardinale Luigi Caetani
- Cardinale Ulderico Carpegna
- Cardinale Paluzzo Paluzzi Altieri degli Albertoni
- Papa Benedetto XIII
- Papa Benedetto XIV
- Papa Benedetto XIV
- Cardinale Giovanni Carlo Boschi
- Cardinale Bartolomeo Pacca
- Papa Gregorio XVI
- Cardinale Lodovico Altieri
- Vescovo Giovanni Corti
- Vescovo Giacomo Bignotti